# میرچا شیمون
میرچا شیمون (انگلیسی: Mircea Șimon؛ زادهٔ ۲۲ ژانویهٔ ۱۹۵۴) بوکسور اهل رومانی است.